# Mount Wrather
Mount Wrather ist ein 2095 m hoher, felsiger Berggipfel rund vier Kilometer südsüdöstlich des Mount Walcott am östlichen Ende der Thiel Mountains. 
Peter Bermel und Arthur B. Ford, die gemeinsam eine Expedition des United States Geological Survey von 1960 bis 1961 in die Thiel Mountains leiteten, benannten ihn nach dem US-amerikanischen Geologen William Embry Wrather (1883–1963), sechster Direktor des Survey von 1943 bis 1956.